# Dar Runga
Il Dar Runga era un sultanato situato nel sud dell'attuale Ciad, popolato dal gruppo etnico Runga. Il suo territorio si estendeva tra i fiumi Salamat, Bahr Aouk e Kara.
Il Dar Runga era uno Stato tributario dell'Impero Ouaddai. Negli anni 1880 Kobur, sultano del Dar al-Kuti, a sua volta tributario del Dar Runga, subì pressioni da parte dei mercanti di schiavi sudanesi per fare irruzione nel Dar Runga al fine di catturare schiavi, ma Kobur rifiutò perché secondo il Corano non si può farlo nelle terre dei credenti, poiché la schiavitù è riservata ai non credenti. Nel 1890 Kobur fu deposto dal signore della guerra Rabih al-Zubayr, che lo sostituì con Muhammad al-Senussi, nipote di Kobur e (pur appartenendo alla confraternita dei Senussi) più accondiscendente nei confronti dello schiavismo. Il Dar Runga fu invaso e annesso al Dar al-Kuti e divenne un'importante fonte di schiavi per il Darfur.
Fu esplorata da William George Browne, e poi dal botanico Auguste Chevalier.